# Центр (політична партія, Швейцарія)
Центр (нім. Die Mitte; фр. Le Centre; італ. il Centro; ромш. il Center) — центристська та правоцентристська політична партія Швейцарії, утворена внаслідок об'єднання Християнсько-демократичної народної партії Швейцарії (ХДНП) та Консервативно-демократичної партії Швейцарії (КДП). Після офіційного злиття 1 січня 2021 року партія має 29 із 200 місць у Національній раді та 15 із 46 місць у Раді кантонів. Представником партії у Федеральній раді є Мартін Пфістер.

## Історія
Християнсько-демократична народна партія Швейцарії була заснована 1912 року як Католицька консервативна партія Швейцарії. У 1957 році вона змінила назву на Консервативно-християнсько-соціальну народну партію, а в 1970 році — на Християнсько-демократичну народну партію Швейцарії. З часом залежність від католицького та сільського електорату призвела до зниження підтримки на загальнонаціональному рівні, особливо у містах. У чотирьох найбільших кантонах — Цюриху, Берні, Во та Ааргау — ХДНП утримувала лише 3 з 94 місць у Національній раді. Після виборів 2003 року, дотримуючись «магічної формули» розподілу сил в уряді, партія поступилася одним зі своїх двох місць у Федеральній раді на користь Швейцарської народної партії (ШНП), унаслідок чого місце Рут Мецлер зайняв Крістоф Блохер. Між виборами 1995 та 2019 років частка голосів ХДНП зменшилася з 16,8 % до 11,4 %.
Консервативно-демократична партія Швейцарії була заснована 1 листопада 2008 року поміркованими членами Швейцарської народної партії, які підтримали обрання Евелін Відмер-Шлумпф до Федеральної ради замість лідера ШНП Крістофа Блохера. Після цього їх виключили з лав загальнонаціональної ШНП, і вони створили нову партію. КДП залишалася регіональною політичною силою, впливовою у Берні, Гларусі та Граубюндені, але мала незначну підтримку в інших частинах країни.
Партії обговорювали політичний союз, подібний до німецького блоку ХДС/ХСС, у 2012—2014 роках, але ці переговори завершилися безрезультатно. Після виборів 2019 року, коли обидві сили втратили частку голосів порівняно з 2015 роком, президент КДП Мартін Ландольт відкрито заговорив про можливе об'єднання. У вересні 2020 року сторони домовилися про злиття, і впродовж того ж року обидві партії його ратифікували. Об'єднання ХДНП і КДП спочатку стосувалося лише загальнонаціональних структур. Кантональні партії здійснювали свої злиття самостійно, завершивши цей процес до 2023 року. Окремі підрозділи спершу відмовлялися змінювати назву та переймати логотип — основний опір змінам ішов від членів, які не хотіли відмовлятися від «християнської» складової в назві партії. Проте до кінця 2023 року всі кантональні осередки узгодилися з національною партією.
На виборах 2023 року «Центр» отримав 14,1 % голосів і 29 мандатів у Національній раді, очоливши третю за чисельністю фракцію. Уперше за 40 років партія змогла суттєво збільшити підтримку та перевищити результат, здобутий у ході злиття (13,8 % голосів). Це зробило її першою об'єднаною партією в історії Швейцарії, якій вдалося домогтися такого зростання.

## Ідеологія та програма
«Центр» декларує прагнення сприяти єдності Швейцарії, знаходити компроміси та зосереджуватися на розв'язанні проблем, а не використовувати їх у політичних цілях. Партія позиціонує себе між лівими та правими силами, які, на її думку, дедалі більше віддаляються одна від одної, і виступає проти подальшої поляризації політичного спектра в країні.
Статут партії наголошує на християнсько- та громадянсько-демократичних засадах та визначає орієнтацію на розвиток суспільства та держави на принципах особистої свободи, підтримки сім'ї у всіх її формах, рівних можливостей і солідарності, підтримки конкурентоспроможної та соціально відповідальної економіки, дбайливого використання природи, законного та контрольованого здійснення владних функцій. Партія відстоює федералізм і субсидіарність та одночасне зміцнення загальношвейцарської єдності, а також співпрацю з іншими державами для збереження незалежності, безпеки та сприяння миру в Європі й світі.